# 마쓰모토 히로야 (축구 선수)
마쓰모토 히로야(일본어: 松本 大弥, 2000년 8월 10일~)는 일본의 축구 선수이다.

## 구단 경력
그는 2019년 J1리그의 산프레체 히로시마에 입단했다. 2021년부터 2022년까지 J2리그의 오미야 아르디자와 츠바이겐 가나자와에서 뛰었다. 2023년 산프레체 히로시마로 복귀했다. 2025년 7월 J1리그의 쇼난 벨마레로 이적했다.